# Canal de Gieselau
El canal de Gieselau és un canal navegable de classe II que connecta el riu Eider inferior navegable amb el canal de Kiel al nucli de Bokelhoop a Oldenbüttel. Té una llargada de 2,81 km i una resclosa per compensar el desnivell entre el canal de Kiel i l'Eider.
El 1938 hi van passar 778 embarcacions i durant la Segona Guerra Mundial servia per vaixells petits de la Kriegsmarine. Avui ja no és gaire important per a la marina comercial. El 2016 l'única resclosa es va tancar, per raó de mancaments tècnics i gastament a l'obra després de més de vuitanta anys. L'administració federal se'n volia desprendre, però cap de les administracions locals volia prendre el risc i el cost de la reparació i gestió. Després de reparacions provisionals, el juny 2016 la resclosa va reobrir. La discussió continua, com que l'administració federal se'n vol desfer al marc de les mesures d'austeritat, i les administracions locals que n'estimen el valor per al turisme fluvial, no tenen els recursos per la seva reparació.